# Beyond Sanctorum
Beyond Sanctorum — второй студийный альбом шведской метал-группы Therion, выпущенный в 1992 году. Диск был переиздан 27 ноября 2000 года под лейблом Nuclear Blast как часть антологии The Early Chapters of Revelation. Он содержит обновлённые песни, а также четыре бонусных трека.

## История создания
Группа подписала контракт с Active Records, поскольку договор с предыдущим лейблом Deaf Records оговаривал выпуск только одного альбома, и отношения между Therion и издателем были недружелюбными. Запись второго альбома началась в 1991 году в студии Montezuma. Перед этим группу покинул бас-гитарист Эрик Густафссон, решив вернуться домой в США, но Therion продолжили выступать теперь уже как трио — Петер Ханссон, Оскар Форсс и заменивший бас-гитариста Кристофер Йонссон.
После записи альбома группа провела свои первые живые выступления в Центральной Европе, прежде всего в Нидерландах и Бельгии. В это же время она боролась с проблемами: Форсс решил оставить группу, Ханссон покинул Therion из-за проблем со здоровьем. Выступления продолжились с новым составом. Пётр Вавженюк, участник группы Carbonized, в которой он был вместе с Йонссоном, стал ударником, Андреас Валь — басистом, а старый школьный друг — Йонссона Магнус Бартельссон — гитаристом.
Альбом получил одобрение критиков, был назван гениальным дэт-металом и классикой жанра.

## Стиль и лирика
В Beyond Sanctorum Therion начал включать в своё творчество элементы классической и иной музыки. Этот альбом демонстрирует экспериментальную грань дэт-метала, с использованием клавишных, чистого мужского и женского вокала, а также персидских мотивов. Основной рифф не сильно отличается от большинства стокгольмских дэт-метал-групп; в припеве используются классические гармонические ходы, а лид сфокусирован на мелодиях. В целом структура и динамика альбома похожи на стандартные для европейской школы дэт-метала. Звук напоминает более ранние работы Therion и характерен для студии Sunlight.
Лирика приобрела мистический оттенок. Группу стали вдохновлять произведения Говарда Лавкрафта. Песня «Cthulhu» отсылает слушателя к чудовищному божеству Ктулху, созданному этим писателем.

## Список композиций
| №                   | Название                               | Длительность |
| ------------------- | -------------------------------------- | ------------ |
| 1.                  | «Future Consciousness»                 | 5:00         |
| 2.                  | «Pandemonic Outbreak»                  | 4:21         |
| 3.                  | «Cthulhu»                              | 6:12         |
| 4.                  | «Symphony of the Dead»                 | 6:49         |
| 5.                  | «Beyond Sanctorum»                     | 2:36         |
| 6.                  | «Enter the Depths of Eternal Darkness» | 4:46         |
| 7.                  | «Illusions of Life»                    | 3:20         |
| 8.                  | «The Way»                              | 11:06        |
| 9.                  | «Paths»                                | 2:03         |
| 10.                 | «Tyrants of the Damned»                | 3:43         |
| Общая длительность: | Общая длительность:                    | 50:00        |

| №  | Название                              | Длительность |
| -- | ------------------------------------- | ------------ |
| 1. | «Cthulhu» (Demo Version)              | 6:10         |
| 2. | «Future Consciousness» (Demo Version) | 5:07         |
| 3. | «Symphony of the Dead» (Demo Version) | 6:13         |
| 4. | «Beyond Sanctorum» (Demo Version)     | 2:29         |

## Участники записи
Therion
- Кристофер Йонссон — вокал, гитара, бас-гитара
- Петер Ханссон — клавишные, гитара, бас-гитара
- Оскар Форсс — ударные

Приглашённые музыканты
- Магнус Эклёв — соло-гитара в «Symphony of the Dead» и «Beyond Sanctorum»
- Анна Гранквист — вокал в «Symphony of the Dead» и «Paths»
- Фредрик Лундберг — вокал в «Symphony of the Dead» и «Paths»

Производство
- Рекс Гисслен — инженер, сопродюсер
- Кристиан Волин — обложка альбома